# Lost Souls
Lost Souls es el álbum de debut de la banda británica Doves. Fue lanzado el 3 de abril de 2000. De este disco salieron tres singles: "The Cedar Room" en marzo de 2000, "Catch the Sun" en mayo, y "The Man Who Told Everything" en octubre. Fue nominado a los premios Mercury Music Prize de 2000, pero finalmente se lo llevó el disco de Badly Drawn Boy The Hour of Bewilderbeast.
La edición estadounidense incluye tres canciones adicionales: "Darker," "Valley," y "Zither" (que anteriormente habían sido lanzados en formato sencillo o en EP en el Reino Unido). "Darker" se escuchó en el segundo episodio de la serie de la cadena Fox 24.

## Listado de canciones
Todas las canciones escritas y compuestas por Jez Williams, Jimi Goodwin, y Andy Williams. 
| N.º   | Título                        | Duración |  |
| 1.    | «Firesuite»                   | 4:36     |  |
| 2.    | «Here It Comes»               | 4:50     |  |
| 3.    | «Break Me Gently»             | 4:38     |  |
| 4.    | «Sea Song»                    | 6:12     |  |
| 5.    | «Rise»                        | 5:38     |  |
| 6.    | «Lost Souls»                  | 6:09     |  |
| 7.    | «Melody Calls»                | 3:27     |  |
| 8.    | «Catch the Sun»               | 4:49     |  |
| 9.    | «The Man Who Told Everything» | 5:47     |  |
| 10.   | «The Cedar Room»              | 7:38     |  |
| 11.   | «Reprise»                     | 1:45     |  |
| 12.   | «A House»                     | 3:40     |  |
| 59:09 |                               |          |  |

| Edición americana |          |          |  |
| N.º               | Título   | Duración |  |
| 13.               | «Darker» | 5:51     |  |
| 14.               | «Valley» | 4:26     |  |
| 15.               | «Zither» | 2:36     |  |

| Edición japonesa |                                  |          |  |
| N.º              | Título                           | Duración |  |
| 13.              | «Valley»                         | 4:26     |  |
| 14.              | «Crunch»                         | 4:00     |  |
| 15.              | «Your Shadow Lay Across My Life» | 3:45     |  |

## Historial de ediciones
| País           | Fecha                 | Discográfica        | Formato             | Catálogo #               |
| -------------- | --------------------- | ------------------- | ------------------- | ------------------------ |
| Reino Unido    | 3 de abril de 2000    | Heavenly Records    | CD                  | HVNLP26CD                |
| Reino Unido    | 3 de abril de 2000    | Heavenly Records    | Doble LP            | HVNLP26                  |
| Estados Unidos | 17 de octubre de 2000 | Astralwerks Records | CD (3 bonus tracks) | ASW 50248 (724385024825) |
| Estados Unidos | 17 de octubre de 2000 | Astralwerks Records | Doble LP            | ASW 50248                |
| Japan          | 7 de marzo de 2001    | Toshiba-EMI         | CD (3 bonus tracks) | TOCP-65682               |